# Saison 1998-1999 du Paris Saint-Germain
Maillots
Chronologie
Saison précédente Saison suivante
La saison 1998-1999 du Paris Saint-Germain est la vingt-neuvième saison de l'histoire du club. Le PSG participe alors au championnat de Ligue 1, à la Coupe de France, à la Coupe de la Ligue et à la Coupe des coupes.
Michel Denisot, président du PSG depuis 7 ans, passe la main et c'est Charles Biétry, l'autre candidat au poste en 1991, qui le remplace. Devant des résultats très décevants, ce dernier préfère démissionner lors de la trêve hivernale et c'est Laurent Perpère qui est alors placé à la tête du club.

## Avant-saison

### Transferts
Dès l'ouverture du mercato, le club enregistre l'arrivée d'Adailton (21 ans) pour 2 millions d'euros. L'attaquant brésilien arrive de Parme avec qui il n'est que remplaçant (21 matchs, 4 buts et 1 passe décisive toutes compétitions confondues). Laurent Leroy (22 ans), attaquant de pointe, arrive en provenance de Cannes pour 1,2 million d'euros. 
Quelques jours plus tard, Bernard Lama (35 ans) signe son retour au club avec qui il a évolué de 1992 à 1997 avant de s'en aller pour West Ham. Il s'engage gratuitement. 
Le 21 juillet 1998, l'international français (7 sélections/ 1 but) Nicolas Ouedec (27 ans) s'engage au Paris Saint-Germain en provenance de l'Espanyol Barcelone pour 6 millions d'euros. Avec 18 buts en 60 matchs, l'attaquant de pointe sort de deux saisons pleines avec le club espagnol. 
Le Paris Saint-Germain signe Jay-Jay Okocha (25 ans) le 3 aout 1998 pour 12,4 millions d'euros en provenance du club turc de Fenerbahce. C'est la plus grosse dépense du club durant cet été 1998.